# Zahnärztlicher Bezirksverband Niederbayern
Der Zahnärztliche Bezirksverband Niederbayern (ZBV NdB) ist die berufsständische Selbstverwaltung der etwa 1400 Zahnärzte im Regierungsbezirk Niederbayern. Er ist eine Körperschaft des öffentlichen Rechts und – ebenso wie weitere sieben Zahnärztlichen Bezirksverbände – Mitglied der Bayerischen Landeszahnärztekammer (BLZK), die ebenfalls eine K.d.ö.R. ist. Der Zahnärztliche Bezirksverband Niederbayern untersteht der Rechtsaufsicht der Regierung von Niederbayern und der Rechts- und Fachaufsicht der BLZK. Jeder Zahnarzt in Niederbayern ist Pflichtmitglied des ZBV NdB. Er führt das Zahnarztregister, ist für die Einhaltung der Berufsordnung zuständig und organisiert die Ausbildung der Zahnmedizinischen Fachangestellten in Niederbayern. Er unterstützt die Zahnärzte vor Ort in allen Fragen der Berufsausübung und Praxisführung.

## Organisation
Das Bayerische Heilberufe-Kammergesetz bildet die Rechtsgrundlage für diese Selbstverwaltungskörperschaft. Mitglieder des ZBV NdB sind alle zur Berufsausübung berechtigten Zahnärzte, die in Niederbayern zahnärztlich tätig sind oder – ohne zahnärztlich tätig zu sein – in Niederbayern ihre Hauptwohnung haben. Der ZBV NdB wird durch einen sechsköpfigen Vorstand geführt, der alle vier Jahre direkt von den Zahnärzten Niederbayerns per Briefwahl gewählt wird. Die laufende Amtsperiode dauert von 2022 bis 2026.

### Vorstand
Der Vorstand wird alle vier Jahre von den Mitgliedern gewählt. Der 1. Vorsitzende ist automatisch Mitglied des Vorstands der Bayerischen Landeszahnärztekammer. Darüber hinaus entsendet der ZBV NdB vier Delegierte zur Vollversammlung der BLZK.
Alexander Hartmann, 1. Vorsitzender

Werner Heinrich, 2. Vorsitzender

Roman Bernreiter, Beisitzer

Melissa Anwander, Beisitzerin

Peter Maier, Beisitzer

Ludwig Leibl, Beisitzer

Sandra Pulvermüller, Ersatzbeisitzerin

Monika Jungbauer, Ersatzbeisitzerin

Johanna Zimmermann, Beisitzerin

Maria Huber-Werner, Beisitzerin

### Organ
Der ZBV NdB gibt dreimal im Jahr als offizielles Organ die Zahnärztlichen Nachrichten Niederbayern (ZNN) heraus.

### Fortbildung
Zu den Aufgaben des ZBV NdB gehört die Fortbildung von Zahnärzten sowie des zahnärztlichen Personals. Neben laufenden Fortbildungen wird der Niederbayerische Zahnärztetag durchgeführt.

## Historie
Der ZBV NdB entstand aus dem Zahnärztlichen Bezirksverein für Oberpfalz und Niederbayern, der 1925 gegründet worden war. Dem ging das neue Heilberufekammergesetz für das Land Bayern vom 1. August 1957 voraus. Die Mitgliederzahl betrug zum 31. Dezember 1958 487 Zahnärzte, davon waren 382 Zahnärzte niedergelassen.
| Name               | Amtszeit  |
| ------------------ | --------- |
| Georg Prestele     | 1958–1959 |
| Felix Regl         | 1960–1974 |
| Kurt Künzel        | 1974–1990 |
| Klaus Aichinger    | 1990–1998 |
| Johannes Müller    | 1998–2006 |
| Peter Maier        | 2006–2014 |
| Ernst Binner       | 2014–2022 |
| Alexander Hartmann | seit 2022 |

## Auszeichnungen
Der Verband erhielt den Bayerischen Gesundheits- und Pflegepreis 2015 vom Bayerischen Staatsministerium für Gesundheit und Pflege für die „Mobile zahnärztliche Versorgung in Senioren- und Behindertenheimen mittels temporär umgerüsteten Rettungswagen“.